# 新竹關帝廟
24°48′09″N 120°58′00″E / 24.802398°N 120.966654°E
新竹關帝廟，是一座位於臺灣新竹市東區的關帝廟，於1985年8月19日公告為三級古蹟。該廟主祀關聖帝君，從祀關平太子、周倉將軍，配祀純陽祖師、岳武穆王、文昌帝君、倉頡先師、魁星星君、關公三代祖先光昭王及裕昌王與成忠王、太歲星君、赤兔馬與牽馬校尉等神尊。

## 沿革

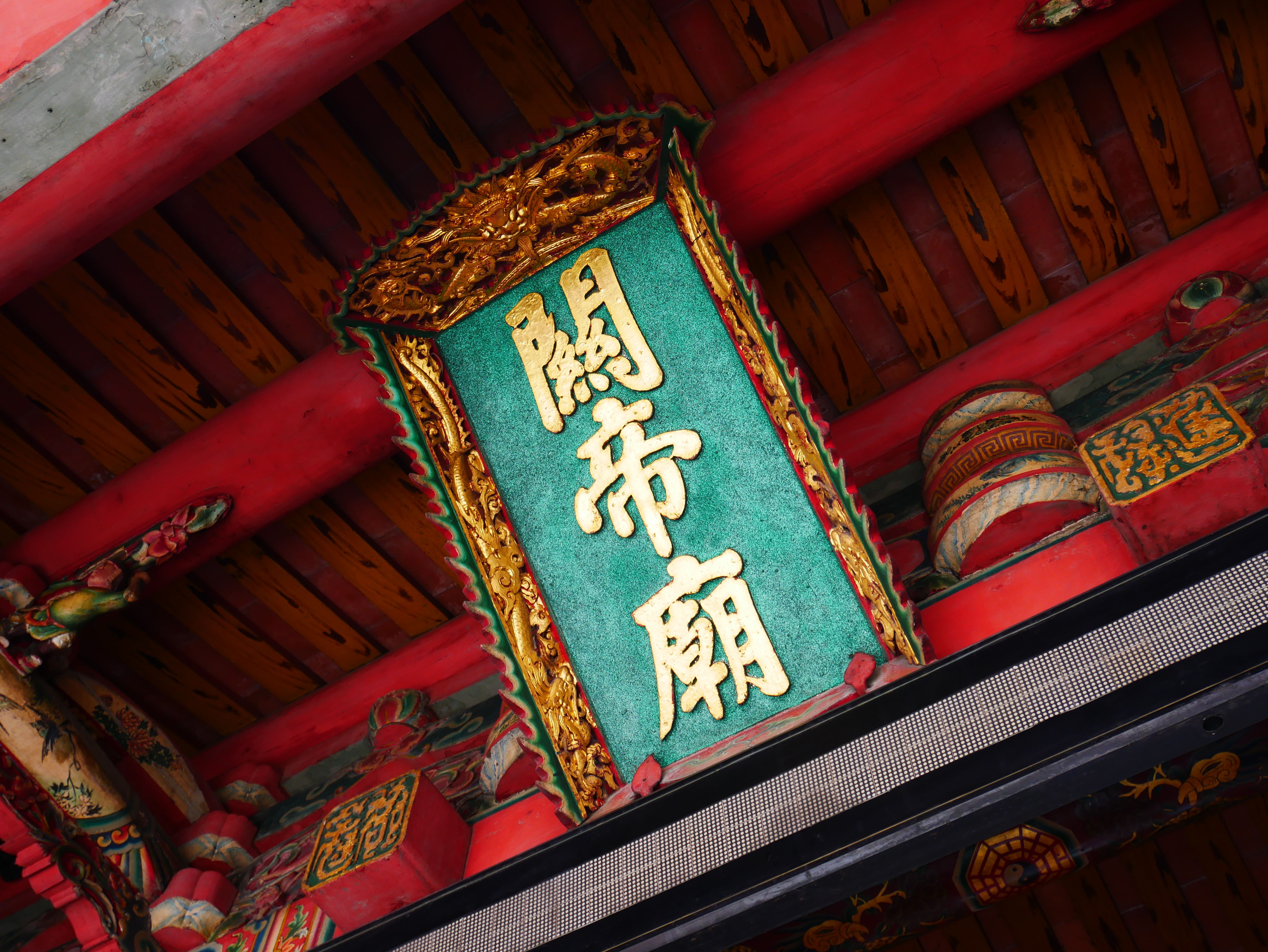
廟名匾

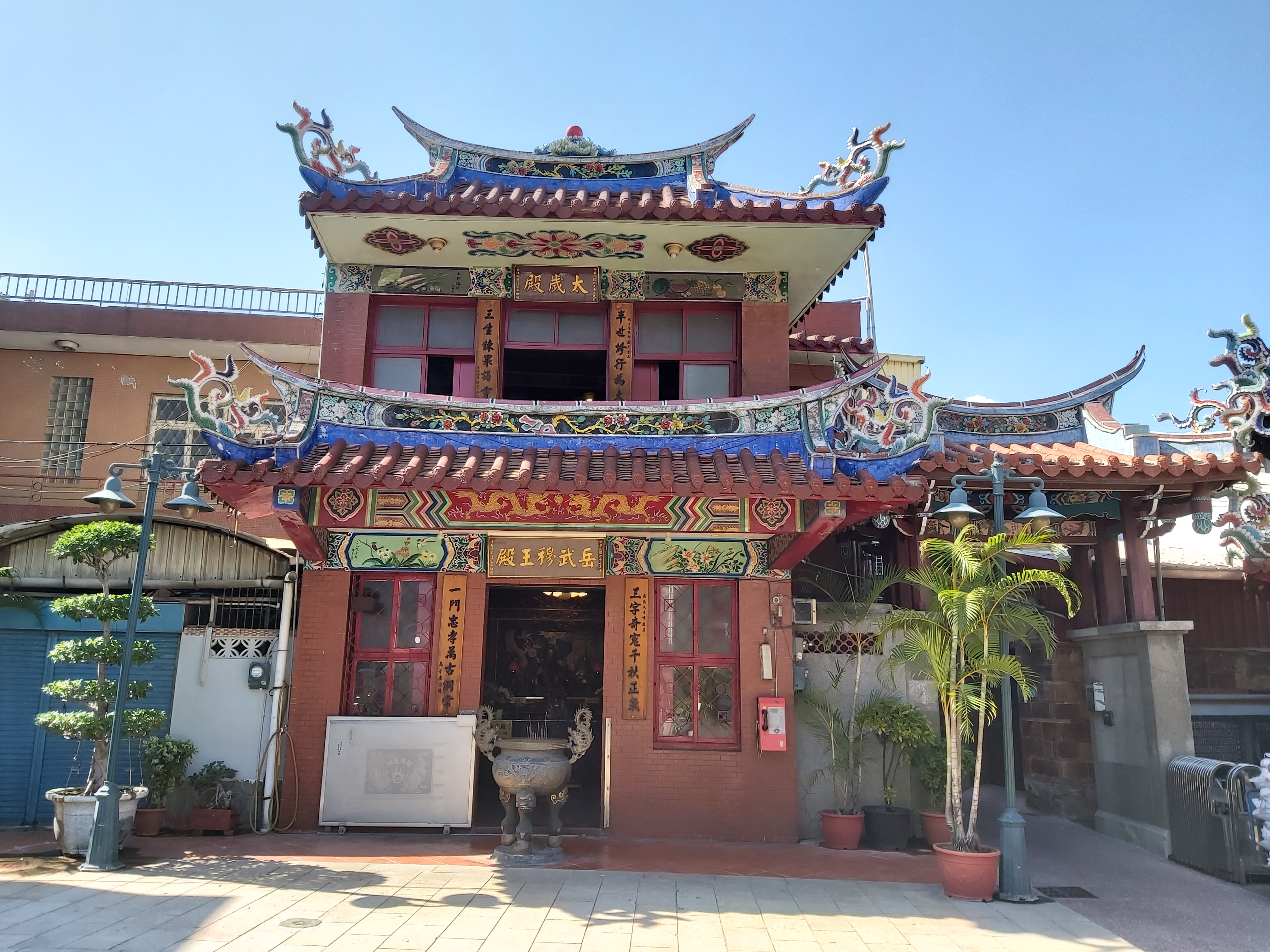
岳武穆王殿

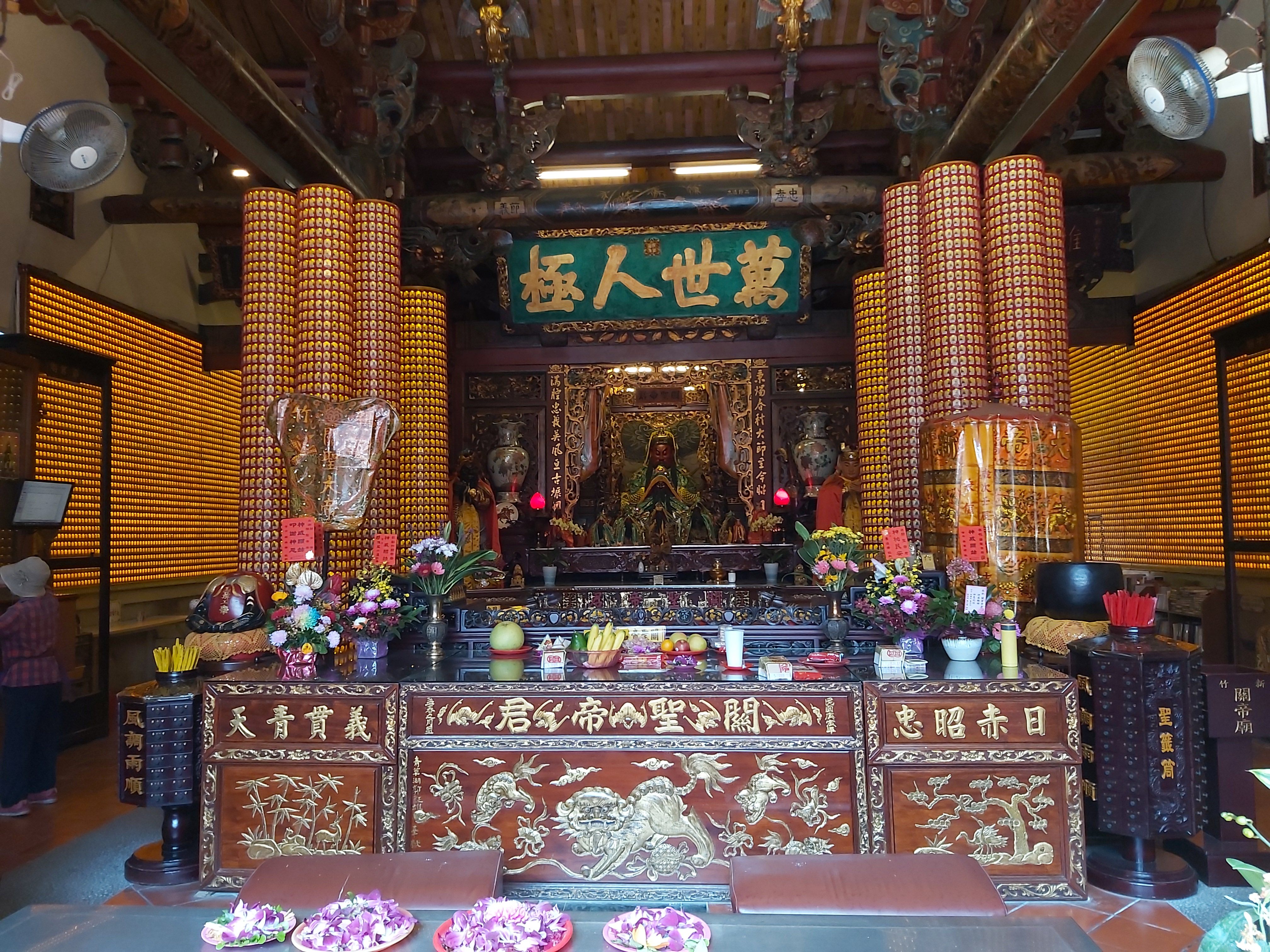
新竹關帝廟正殿

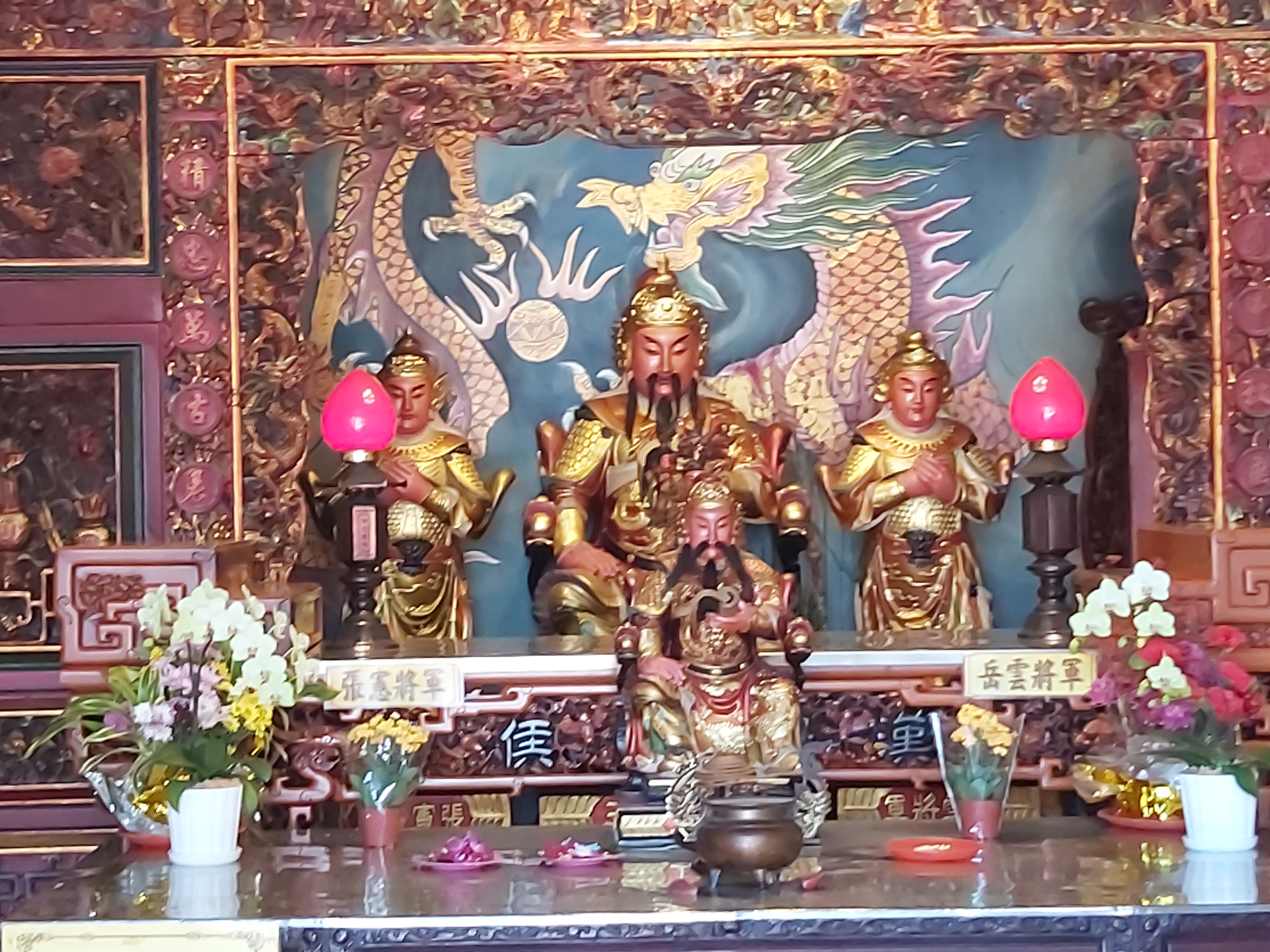
岳武穆王殿祀奉岳飛，配祀岳雲（圖右）、張憲（圖左）二將。

新竹關帝廟由淡水撫民同知王右弼所倡建，於乾隆四十一年（1776年）動工，四十二年（1777年）二月完工。當時位於竹塹城南門之內，附近有同知署、北路右營、明志書院和考棚等設施。同治十年（1871年）時淡水撫民同知周式濂曾勸募重修該廟。
日治時期，該廟因被視為官方資產而遭接收改作憲兵駐屯所，直到1898年才恢復成廟宇；但在日治時期後期，廟產又被徵收轉賣，神像則移到竹蓮寺存放。
戰後，該廟由張式穀、張克繩等人捐獻廟地，並於1949年進行整修，而後在1967年以及2005年再度整修，成為今日的樣貌。現為市定古蹟。
此外戰後附近的中巷形成私娼寮，後來由該廟管理人江雲水買下該土地，改設圖書館、K書中心等設施。

## 建築特色
關帝廟為三進三開間建築，由於具官廟性質，所以廟門不繪門神而是用門釘。

## 外部連結
- 新竹關帝廟的Facebook專頁